# Österreichischer Tanzsportverband
Der Österreichische Tanzsportverband (ÖTSV) betreut den Tanzsport in Österreich. Er hat seinen Sitz in Wien.

## Entstehung des Österreichischen Tanzsportverbandes
Der Österreichische Tanzsportverband (ÖTSV) wurde, wie er jetzt besteht, 1947 gegründet. Er ist Mitglied des Tanzsport-Weltverbands World Dance Sport Federation (WDSF).

## Geschichte des österreichischen TanzSports
Die Geschichte des österreichischen Tanzsports ist eng mit der Geschichte der Tanzlehrer und Tanzschulen verknüpft und auch mit der Geschichte des deutschen Tanzsports.

### 1918
1. Tanzturnier – „Erstes Wiener Derby“ in den Wiener Sophiensälen. Wiener Walzer war im Turnierprogramm

### 1930
- 14. Februar: erster Verband für das Tanzen nach sportlichen Regeln, gegründet von den beiden Grazer Klubs „Blau-Orange“ und „Steiermärkischer-Edenklub“ „Gau Österreich der österreichischen Klubs des Reichsverbandes zur Pflege des Gesellschaftstanzes e.V. in Berlin“ (GÖRPG)
- Kurz darauf, 27. Mai, gründete Fritz Gräfenstein den „Österreichischen Verband für Gesellschaft und Tanz (ÖVeGeTa)“. Gründungsmitglied war auch Franz Büchler. Dieser Verband war der Vorläufer des Österreichischen Amateurtanzsportverbandes.

### 1934
wird ein zweiter Verband in Österreich gegründet:
„Reichsverband zur Pflege des Gesellschaftstanzes“ (RPG)
Präsident: Franz Büchler

### 1935
Franz Büchler wird Präsident der FIDA - Fédération Internationale de Dance pour Amateurs (Internationaler Verband der Amateurtänzer)
10.12.1935 Prag

### 1937
Der ÖPG schließt sich der FIDA an.

### 1947
Amateur-Tanzsport-Verband Österreichs ÖATV/ÖPG wurde ins Leben gerufen. Präsident: Franz Büchler

### 1958–1975
Präsident des ÖATV Alfred Gruber

### 1960
17. März, Der ÖATV wurde auf Initiative von Alfred Gruber als Sportverband anerkannt und in die österreichische Bundessportorganisation aufgenommen. Somit darf ab jetzt nur mehr dieser Verband – ÖATV -  den geschützten Titel „Staatsmeister“ vergeben!
Die FIDA stellt ihre Tätigkeit ein.

### 1970
Präsidium ÖATV:
Präsident: Alfred Gruber
1. Vizepräsident: Heinz Delavos
2. Vizepräsident: Franz Büchler
Turnieramtsleiter: Werner Sonvico
Schriftführer: Alfred Pribik
Schatzmeister: Hans Pauritsch

### 1975–1993
Präsident ÖATV: Karlheinz Demel
Vorsitzender des Österreichischen Anti-Doping-Komitees (1989)
Vorsitzender der Landes-Anti-Doping-Kommission im Bundeskanzleramts und im Bundesministerium für Sport und Verteidigung (2002–2010)

### 1976
Umbenennung ÖATV (Österreichischer Amateur Tanzsportverband) auf ÖTSV (Österreichischer Tanzsportverband)

### 1981
27. November: Alfred Gruber erhält das silberne Ehrenabzeichen für Verdienste um die Republik Österreich

### 1988
Der PTVÖ (Professional Turniertanz Verband Österreichs) wurde gegründet
Präsident: Ferenc Polai
Der PTVÖ ist ein Teilverband des VTÖ.

### 1993–1999
Präsident ÖTSV: Wilfried Schebesta

### 1997
Das Olympische Komitee anerkennt den Tanzsport als olympische Disziplin.

### 1999–2002
Präsident ÖTSV: Helmut Baumann

### 2002
Präsident des ÖTSV: Hermann Götz - ab Mai 2024 Ehrenpräsident
In dieser Ara öffnet der ÖTSV seine Türen für andere Tanzsportarten wie „Rock’n’Roll“, „Breaking“ und „Country und Western Tanz“

### 2021
Sportpsychologie wird als Teilbereich im ÖTSV etabliert. Kerstin Danzer-Fromm wird die erste offizielle Sportpsychologin des Verbandes.

### 2022
Der ÖTSV veröffentlicht ein verbandseigenes Kinderschutz- und Präventionskonzept, das auf den Prinzipien der Plattform Safe Sport Österreich basiert.

### 2023
Seit Jänner 2023 sind gleichgeschlechtliche Paare bei Turnieren des ÖTSV in Österreich zugelassen.

### 2024
Präsident des ÖTSV: Wolfgang Eliasch

## Recherchequellen
- Archiv: Wolfgang Pribil
- TanzJournal Herausgeber: Jeunesse Linz
- Archiv DTV
- Seminararbeit (Lehramt für Leibeserziehung und Sport) 1983 von Gerhard Lentschig  Leitung: Hannes StrohmeyerTHEMA: Die Geschichte des Tanzsports in Österreich
- Archiv: Johannes Biba
- Erinnerungen Gerhard Sandner
- Archiv: Angelo Volpe
- Diplomarbeit Pamela Gludovatz: Aktuelle Bestandsaufnahme des Wiener Walzers in Wien, 2009
- Webseite ÖTSV
- Hausarbeit aus Leibesübungen als Hauptfach Uni Wien 1983 Die fachliche und organisatorische Entwicklung des Tanzsportes in Österreich im Rahmen der internationalen Entwicklung Margit Turczyn
- Tanzzeitschriften:
  - Das Parkett
  - TANZ und Sport
  - Tanzjournal
  - Tanzpost
  - Terpsichore
  - Turniertanz
- Festschrift TSK Schwarz Weiß Wien
- Erinnerungen Kurt Weisz
- Casino Kurier
- Vom Schamanentanz zur Rumba

## Turniere
Der ÖTSV koordiniert die wichtigsten österreichischen Turniere in den Standard- und Lateinamerikanischen Tänzen, sowohl für Paare als auch Formationen. Auch europäische und internationale Turniere werden regelmäßig durch den ÖTSV in Österreich koordiniert. Die Veranstaltung wird dabei aber in der Regel durch lokale Tanzsportvereine durchgeführt.

## Struktur
Der ÖTSV ist ein Verband von Mitgliedsverbänden und Vereinen. Derzeit betreiben rund 3500 Mitglieder in über 120 Vereinen des ÖTSV ihren Sport.
Angeschlossen an den ÖTSV sind die 9 Landesfachverbände (LFV). Laut Statut des ÖTSV gibt es je Bundesland nur einen Landesfachverband für Tanzsport.
- Burgenländischer Tanzsportverband
- Landesfachverband Kärnten für Tanzsport
- Niederösterreichischer Tanzsportverband (NTSV)
- Oberösterreichischer Tanzsport-Verband (OÖTSV)
- Salzburger Landesfachverband für Tanzsport
- Steirischer Tanzsportverband (StTV)
- Tiroler Fachverband TanzSport
- Vorarlberger Tanzsport - Fachverband
- Wiener TanzSport-Verband

Zusätzlich gibt es weitere assoziierte Mitglieder:
- Österreichischer Rock’n’Roll und Boogie-Woogie Tanzsportverband
- Austrian Country Western Dance Association
- Urban Dance Verband Österreich